# Abram Buzdes
Abram Moisiejewicz Buzdes (ros. Абрам Моисеевич Буздес, ur. 1898, zm. 1942) – radziecki działacz partyjny i funkcjonariusz służb specjalnych, kapitan bezpieczeństwa państwowego.

## Życiorys
Syn nauczyciela w żydowskiej szkole, od maja 1915 członek SDPRR(b), od stycznia do czerwca 1918 żołnierz Czerwonej Gwardii i Armii Czerwonej w Odessie, Chersoniu i na Krymie. Od czerwca 1918 do kwietnia 1919 instruktor gubernialnego komitetu RKP(b) w Penzie, od kwietnia 1919 do grudnia 1920 przewodniczący powiatowego komitetu RKP(b) w guberni penzeńskiej, od grudnia 1920 do lipca 1921 ponownie instruktor penzeńskiego gubernialnego komitetu RKP(b). Od sierpnia 1921 do maja 1924 studiował na Komunistycznym Uniwersytecie im. Swierdłowa, od czerwca 1924 do grudnia 1925 sekretarz odpowiedzialny powiatowego komitetu RKP(b)/WKP(b), od stycznia do grudnia 1926 redaktor odpowiedzialny gazety „Kommunar”, od stycznia 1927 do lipca 1929 redaktor odpowiedzialny gazety „Dieriewienskaja prawda”, 1929-1934 studiował w Instytucie Czerwonej Profesury. Od września 1934 do lipca 1935 instruktor Wydziału Kulturalno-Propagandowego KC WKP(b), od lipca do września 1935 instruktor Wydziału Prasy KC WKP(b), od września 1935 do kwietnia 1937 referent sekretarza KC WKP(b) Nikołaja Jeżowa. Od kwietnia 1937 do 1 kwietnia 1938 referent Biura Specjalnego NKWD ZSRR (19 sierpnia 1937 został kapitanem bezpieczeństwa państwowego), od 1 kwietnia do 5 października 1938 p.o. szefa tego biura, później wykładowca. Od 1941 w Armii Czerwonej, 1942 zginął w walkach na froncie pod Leningradem.